# Kaya, Burkina Faso

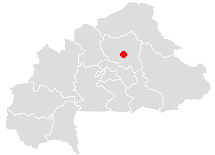
Kayas läge i Burkina Faso.

Kaya är en stad och kommun i centrala Burkina Faso och är administrativ huvudort för provinsen Sanmatenga. Staden hade 54 365 invånare vid folkräkningen 2006, med totalt 117 122 invånare i hela kommunen.